# Bimini
Bimini é um dos 32 distritos das Bahamas. Está localizada a aproximadamente 210 km ao noroeste da capital do arquipélago, Nassau. Engloba as ilhas de Bimini e Berry.